# Софора лисохвостная
Софо́ра лисохво́стная (лат. Sophóra alopecuroídes), также Софора обыкнове́нная, брунец — многолетнее травянистое растение; вид рода Софора семейства Бобовые (Fabaceae).

## Ботаническое описание
Растение покрыто шелковистыми, мягкими, прижатыми волосками. Стебель прямостоячий, крепкий, в верхней части ветвистый 30-80 см высотой. Листья 10-12 см длиной с 8-12 парами продолговато-яйцевидных листочков. Цветки собраны в верхушечную удлинённую густую кисть 5-15 см длиной. Венчик беловатый, нередко волосистый. Бобы четковидно-перетянутые 6-8 см длиной, плотно покрытые пушистыми волосками.

## Распространение и экология
Юг Европейской части, Кавказ, Западная Сибирь, Алтай, Средняя Азия.
Растёт на приречных лугах, в тугаях, реже в степях и пустынях (при высоком стоянии грунтовых вод), и как сорное в поливных посевах и по сорным местам. Встречается обычно густыми, но небольшими по площади зарослями, часто в смеси с другими растениями, преимущественно по впадинам и в долинах рек на обильно увлажненных почвах.

## Химический состав
Трава и семена содержат от 2,5 до 3 % ядовитых алкалоидов: пахикарпин ({\displaystyle {\ce {C15H26N2}}}), софокарпин ({\displaystyle {\ce {C15H26ON2}}}), софорамин ({\displaystyle {\ce {C15H20ON2}}}), софоридин ({\displaystyle {\ce {C15H26ON2}}}), алоперин.
| Что анализировалось | Фаза            | Воды (в %) | От абсолютного сухого вещества в % | От абсолютного сухого вещества в % | От абсолютного сухого вещества в % | От абсолютного сухого вещества в % | От абсолютного сухого вещества в % | Источник и район           |
| Что анализировалось | Фаза            | Воды (в %) | золы                               | протеина                           | жира                               | клетчатки                          | БЭВ                                | Источник и район           |
| ------------------- | --------------- | ---------- | ---------------------------------- | ---------------------------------- | ---------------------------------- | ---------------------------------- | ---------------------------------- | -------------------------- |
| Всё растение        | Цветение        | 7,3        | 5,1                                | 18,5                               | 2,7                                | 17,4                               | 57,3                               | Ларин и др. 1929 Казахстан |
| Верхняя половина    | Полное цветение | 8,8        | 8,0                                | 30,7                               | 4,7                                | 14,1                               | 42,5                               | Ларин и др. 1929 Казахстан |
| Полузрелые плоды    | —               | 10,3       | 3,9                                | 17,0                               | 3,9                                | 13,9                               | 61,4                               | Ларин и др. 1929 Казахстан |
| —                   | —               | 13,2       | 8,4                                | 10,5                               | 1,6                                | 47,9                               | 31,6                               | Советкина, 1938            |

## Значение и применение

### В медицине
В монгольской медицине софора лисохвостная имела большое значение. Известна она и в тибетской медицине. В одной старой тибетской книге указывается на то, что корень софоры способен излечить 404 болезни. В других источниках корень софоры лисохвостной рекомендовалось принимать для лечения заболевания сердца, аорты и кровеносных сосудов. Назначался корень софоры и как жаропонижающее при появлении высокой температуры, а также для лечения сибирской язвы, дифтерии, ревматизма и как общеукрепляющее организм средство. В более древних источниках указывается, что софора может излечить рак желудка и нервнопсихические заболевания (Хайдав, 1985).
В народной медицине Восточного Казахстана и Юго-Западного Алтая корни и семена в виде отвара используют при заболеваниях, сопровождающихся спазмами периферических сосудов при облитерирующем эндартериите и миопатиях. Водочную настойку семян пьют при указанных заболеваниях и делают примочки на больные сосуды и места, поражённые экземой.

### Прочее
Сорное и трудно искореняемое благодаря мощной корневой системе растение. Ядовито. Примесь семян к зерну хлебных злаков вызывает отравление. Скотом не поедается.
Растение горькое на вкус. Семена поедаются овцами и козами. После поедания ими замечено расширение зрачков. Кормление лошадей с примесью семян от 0,4 до 6 % к даче 4 кг овса вредного влияния на организм не оказало. Полная поедаемость софоры в смеси с овсом наблюдалось только при даче её в концентрации не более 1,5 %.
Изготовленный из сухого растения дуст обладает сильными инсектицидными свойствами.